# Proteína Ligante de Acil-CoA
A Proteína Ligante de Acil-CoA (ACBP, da sigla em inglês) é uma proteína citosólica pequena (~10kD) que se liga a ésteres de acil-CoA de cadeia média e longa com alta afinidade e pode funcionar como um transportador intracelular de acil-CoA ésteres. A ACBP também é conhecida como diazepam binding inhibitor (DBI) ou endozepina (EP) devido à sua capacidade para deslocar o diazepam do local de reconhecimento da benzodiazepina (BZD) localizado no receptor GABA tipo A. Portanto, é possível que essa proteína também atue como um neuropeptídeo para modular a ação do receptor GABA.

## A Família ACBP
Os homólogos de ACBP foram altamente conservados em todos os organismos distribuídos nos quatro reinos eucarióticos, Animalia, Plantae, Fungi e Protista, e em algumas espécies de eubactérias com alta similaridade de sequência. Espécies tão diversas como os humanos e Saccharomyces cerevisiae exibem 48% de identidade.
Embora a ACBP seja uma proteína completamente independente, domínios ligantes de acil-CoA (ACB) intactos foram identificados em várias proteínas multifuncionais maiores em uma variedade de espécies eucarióticas. Estas incluem proteínas associadas a membranas com o domínio ACB localizado no N-terminal, enzimas multifuncionais com os domínios ACB e enoxil-eno-CoA Delta(3), domínios Delta(2)-enoil-CoA isomerase e proteínas com domínio ACB e repetições de anquirina.
Outras proteínas contendo um domínio ACB incluem:
- Endozepine-like peptide (ELP) (gene DBIL5)(gene DBIL5) de camundongo.[4] O ELP é um homólogo da ACBP específico de testículo que pode estar envolvido no metabolismo energético do esperma maduro.
- MA-DBI, uma proteína transmembrana de função desconhecida que foi encontrada em mamíferos. MA-DBI contém um domínio ACB N-terminal.
- DRS-1,[5] uma proteína humana de função desconhecida que contém um domínio ACB N-terminal e um domínio C-terminal enoyl-CoA isomerase/hidratase.

## Função
A sua presença em todos os reinos e o seu envolvimento em vários mecanismos metabólicos essenciais relacionados com o éster acil-CoA fazem com que seja classificada como uma housekeeping protein. No entanto, a função biológica precisa da ACBP ainda não foi determinada. Muitas evidências experimentais in vitro indicam que a ACBP age no transporte e armazenamento intracelular de ésteres de acil-CoA. Trabalhos recentes indicam ainda que o ACBP é necessária para o tráfico de vesículas em leveduras.

## Estrutura e especificidade de ligação ao ligante
O domínio ACB é constituído por aproximadamente 90 resíduos de aminoácidos na sua estrutura primária. As isoformas de ACBP possuem uma estrutura na qual suas 4 α-hélices (A1-A4) acomodam o local de ligação bem exposto ao solvente, em um arranjo estrutural do tipo up-down-down-up que é conservado em diferentes espécies. Nesta conformação, a hélice A1 interage fortemente com a hélice A2, com a qual é conectada por uma pequena volta e as duas estão dispostas na orientação antiparalela. A hélice A2 e A3 são orientadas paralelamente e conectadas por uma volta de 13 resíduos. A hélice A3 é desarticulada das hélices A1 e A4, resultando em apenas quatro interfaces de interação hélice-hélice e não seis, como é comumente encontrado em estruturas de quatro hélices. Estas características confere a ACBP um enovelamento único entre as conformações conhecidas de 4 hélices: a hélice A4 é disposta paralelamente a A1 e antiparalelo a A2, e é conectada a A3 por um loop tipo IIβ. A hidrofobicidade da alça IIβ é altamente conservada entre as espécies. A hélice A3 e A4 têm características anfipáticas com faces polares carregadas positivamente.
A ligação de ACBP bovina a palmitoil-CoA foi estudada usando ressonância magnética nuclear (RMN) e nenhuma mudança estrutural significativa foi detectada na cadeia principal da proteína após a interação, mesmo o ligante tendo um décimo de sua massa molecular. O sítio de ligação é dividido em três subsitios, classificados de acordo com a estrutura do éster acil-CoA: um para o anel de adenina, um para o grupo 3'-fosfato e um para a cadeia de carbono. Na mesma estrutura tridimensional da ACBP bovina em complexo com palmitoil-CoA mencionado acima, foi observada uma bolsa hidrofóbica formada pelos anéis aromáticos de Tyr31, Tyr73 e Phe5, confinando o anel de adenina com ligações de hidrogênio entre seus prótons H1 e H6 e os átomos do grupo hidroxilo fenólico de Tyr73. O resíduo Ala9 também liga hidrogênio a H6. O grupo 3'-fosfato interage fortemente com a ACBP formando ligações de hidrogênio e pontes salinas com os resíduos Tyr28, Lys32 e Lys54, contribuindo com 40% da energia total de ligação. A cadeia acila se dobra, colapsando seus aglomerados apolares e formando interações de van der Waals com o laço entre as hélices A2 e A3, perpendicular à A2 e se tornando parte da rede de ligação hidrofóbica da unidade CoA. Outro estudo mostra que a ACBP teve sua estabilidade estrutural aumentada pela interação com o ligante. Tal aumento na estabilidade pode encontrar relevância para a função da proteína, uma vez que manteria o éster acil-CoA de cadeia longa ligado a ACBP, mesmo se a proteína fosse submetida a perturbações provenientes do ambiente físico-químico intracelular. No entanto, a interação com vesículas constituídas de lipídios aniônicos promove um efeito oposto na estabilidade da proteína na mesma ordem da estabilização estrutural induzida pelo ligante, sugerindo putativamente que uma desestabilização da estrutura da proteína pode ocorrer para permitir a entrega do éster acil-CoA para membranas aniônicas.